# Крузиј
Крузиј (фр. Crouzilles) је насељено место у Француској у региону Центар, у департману Ендр и Лоара.
По подацима из 2011. године у општини је живело 565 становника, а густина насељености је износила 38,86 становника/km².

## Демографија
| 1962. | 1968. | 1975. | 1982. | 1990. | 2011. |
| ----- | ----- | ----- | ----- | ----- | ----- |
| 643   | 619   | 471   | 453   | 540   | 565   |